# Starzyno (Puck)
Starzyno (deutsch Groß-Starsin,  früher Starzin, auch Starczin; kaschubisch Starzëno)  ist ein Dorf in der Landgemeinde Puck (Putzig) im Powiat Pucki  (Putziger Distrikt) der polnischen Woiwodschaft Pommern.

## Geographische Lage
Das Kirchdorf liegt in der historischen Landschaft Westpreußen, in der Nähe der Ostsee und  der Putziger Wiek, etwa zwölf Kilometer nordwestlich von  Putzig (Puck)  und 50 Kilometer nordnordwestlich von Danzig.
Südwestlich des Orts, im Starsiner Forstrevier, entspringt das Flüsschen Plutnitz (poln. Plutnica).

## Geschichte

Groß-Starsin (Gr.-Starzin) westlich der Putziger Wiek, nordwestlich von Putzig, auf einer Landkarte von 1910.

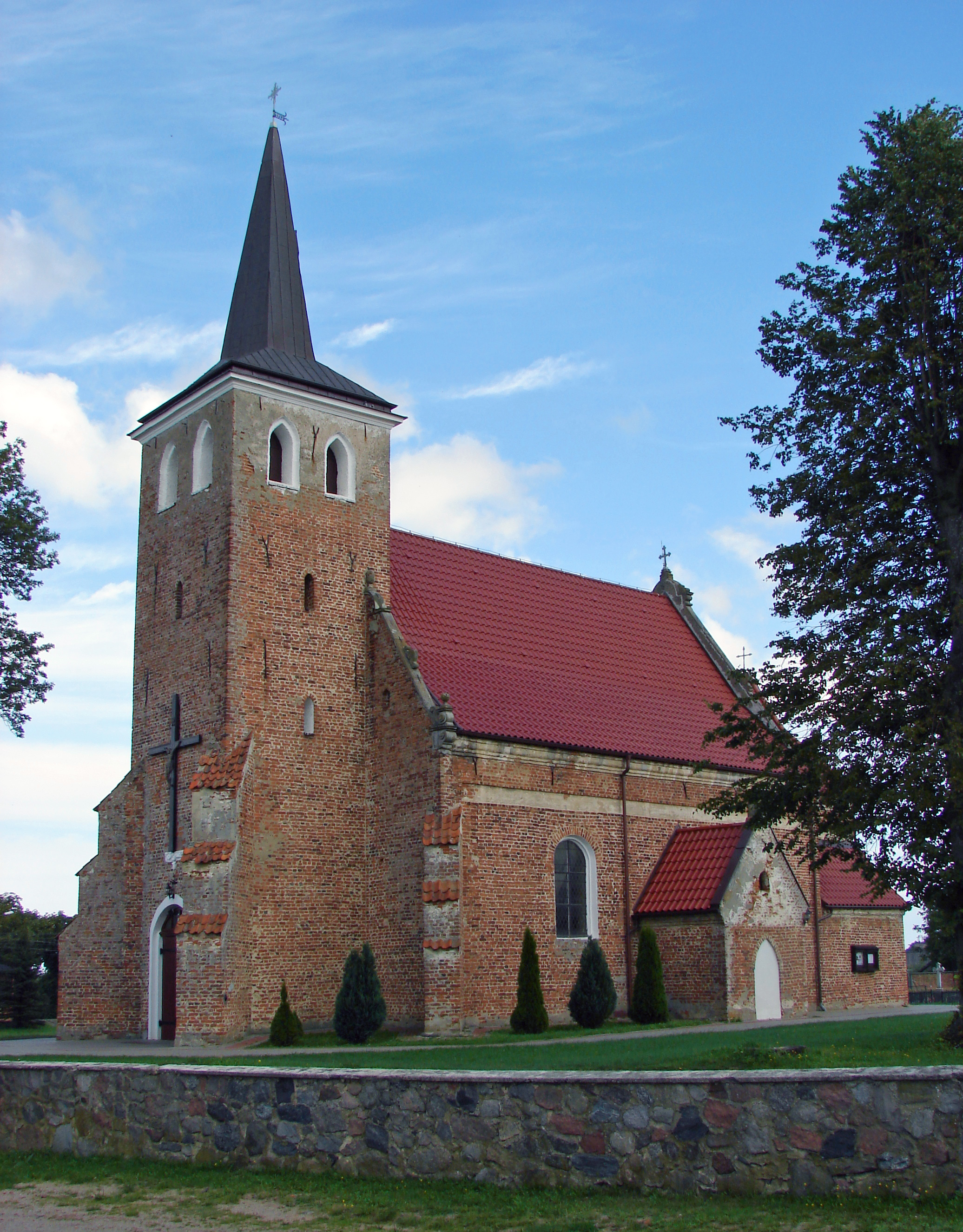
Dorfkirche

Wie Grabfunde, darunter altgermanische Steinkistengräber mit Gesichtsurnen, belegen, waren die Bodenerhebungen in der Region, die sogenannten ‚Kämpen‘, bereits in vorgeschichtlicher Zeit besiedelt.
Im Jahr 1220 befand sich  Starin, das spätere Starsin, im Besitz des Klosters Oliva, das die Ortschaft bei den pommerellischen Herzögen gegen den Ort Putzig eingetauscht hatte, der ihm zuvor von den Herzögen geschenkt worden war. Um 1309 kam die Region an den Deutschordensstaats, später gehörte das Dorf bis 1772 zum autonomen, unter der Schirmherrschaft der polnischen Krone stehenden Preußen Königlichen Anteils.
Durch die Erste Teilung Polen-Litauens 1772 wurde das westliche Preußen mit dem Gebiet um Neustadt und Putzig  unter Friedrich II. von Preußen mit dem östlichen Teil des Königreichs Preußen in dem Maße wiedervereinigt, wie diese Teile zur Zeit des  Deutschordensstaats miteinander verbunden gewesen waren. Groß Starsin gehörte danach zum Königreich Preußen. Im Jahr 1789 wird Gr. Starczin als ein königliches  Dorf mit einer katholischen Kirche und 26 Feuerstellen (Haushaltungen) bezeichnet. In Starzin befand sich ein Domänenamt, Letzteres war früher durch die im Amtsbezirk stattfindende Bernsteingräberei bekannt.   Im Jahr 1808 wurde für Groß Starzin die Bauernbefreiung verfügt.  1845 gehörte Groß-Starzin zum Land- und Stadtgericht  Putzig.
Im Jahr 1919 gehörte Groß-Starsin zum Kreis Putzig im Regierungsbezirk Danzig der Provinz Westpreußen des Deutschen Reichs.
Nach Ende des Ersten Weltkriegs musste der größte Teil des Kreises Putzig, und damit auch das Dorf Groß-Starsin, aufgrund der Bestimmungen des Versailler Vertrags zum Zweck der Einrichtung des Polnischen Korridors an Polen abgetreten werden, mit Wirkung vom 20. Januar 1920 und ohne Volksabstimmung. Durch den Überfall auf Polen 1939 kam das völkerrechtswidrig annektierte Gebiet des Polnischen Korridors zum Deutschen Reich, und der Kreis Neustadt wurde dem Reichsgau Danzig-Westpreußen angegliedert, zu dem Groß Starsin bis 1945 gehörte.
Gegen Ende des Zweiten Weltkriegs besetzte im Frühjahr 1945 die Rote Armee die Region. Soweit die deutschen Dorfbewohner nicht geflohen waren, wurden sie in der darauf folgenden Zeit vertrieben.

## Bevölkerungsentwicklung
| Jahr | Einwohner | Anmerkungen       |
| ---- | --------- | ----------------- |
| 1864 | 448       | [ 9 ]             |
| 1871 | 394       | in 45 Wohnhäusern |
| 1905 | 553       | [ 11 ]            |
| 1910 | 640       | [ 12 ]            |